# さそり座ゼータ2星
さそり座ζ2星(さそり座ゼータ2星、Zeta2 Scorpii、ζ2 Sco)は、さそり座に位置する恒星である。

## 概要
さそり座ζ2星は、橙色の巨星である。見かけ上は散開星団NGC 6231に属しているように見えるが、NGC 6231は6000光年離れているので関係ない。

## 見かけの二重星
さそり座ζ2星は、さそり座ζ1星と見かけの二重星を構成している。ζ2星の約130光年に対して、ζ1星は約2600光年とかなり遠くにある。ζ2星はオレンジ色だが、ζ1星は青白色をしており、美しい見かけの二重星として代表されることもある。